# Тримай у полі зору (фільм, 1975)
«Тримай у полі зору» (фр. La Course à l'échalote) — французький комедійний фільм 1975 року режисера Клода Зіді з П'єром Рішаром і Джейн Біркін у головних ролях. Прем'єра фільму відбулася 8 жовтня 1975 року в Парижі.

## Сюжет
Банківський службовець П'єр Відаль (П'єр Рішар) закоханий у перукарку Жанет (Джейн Біркін), яка працює у перукарні навпроти банку. П'єр постійно шпигує за нею через бінокль, а їй вже набридло, що на першому місці у нього стоїть робота. Директор банку взяв коротку відпустку і призначив П'єра своїм тимчасовим заступником. І саме в цей час шахраї вирішили викрасти з банку дуже важливі документи. П'єр вирішує відшукати дорогоцінний портфель з документами самостійно …

## Ролі виконують
- П'єр Рішар — П'єр Відаль
- Джейн Біркін — Жанет
- Мішель Омон — комісар Брюне
- Марк Дольніц — Марк
- Амадеус Огюст[fr] — Гюнтер
- Анрі Деюс[fr] — Майк
- Луї Реґо[fr] — Франц
- Катрін Аллегре — Ніколь
- Андре Безу — Андре
- Жан Мартен — директор банку
- Клод Дофен — пан Бертран де Ровер
- Анрі Атталь[fr] — контролер поїзда

## Навколо фільму
- Тріо Зіді—Рішар—Біркін вже знімалося разом у фільмі «Гірчиця б'є в ніс», який вийшов за рік до того.
- Знімання фільму відбувалося у Шербурі (Манш) та в Брайтоні (Велика Британія).
- У французькій назві фільму «La Course à l'échalote», слово фр. échalote — цибуля шалот у цьому випадку означає сідниці. Йдеться про те, щоб схопити когось за штани і добігти першими, тобто йдеться про нечесну конкуренцію, де всі засоби добрі для того щоб бути першим.